# Nakfa
A nakfa, ou, nas suas formas portuguesas, nacfa ou nacfá (plural em português: nacfas ou nacfás), é a moeda corrente do Estado da Eritreia. O seu símbolo ISO é ERN. Subdivide-se em cêntimos.
Entre 18 de novembro e 31 de dezembro de 2015, o Banco da Eritreia iniciou a substituição de todas as notas nakfa. A iniciativa de substituição de notas foi projetada para combater a falsificação, a economia informal, mas principalmente os traficantes de seres humanos sudaneses que aceitaram pagamentos em notas nakfa em troca do transporte de possíveis migrantes principalmente para a Europa. Uma consequência disso foi que quantidades substanciais da moeda do país existiam em vastos tesouros fora da Eritreia. O plano para substituir a moeda do país era ultrassecreto e projetado para evitar que os traficantes de seres humanos trouxessem seus fundos de volta a tempo de trocar pelas novas notas. Em 1º de janeiro de 2016, as antigas notas nakfa deixaram de ser reconhecidas como moeda legal, tornando os estoques externos de moeda sem valor.
 

A série atual de notas é a obra de arte de um designer de notas afro-americano, Clarence Holbert,  impressa pela gráfica alemã Giesecke & Devrient.